# Victoria Palace Theatre
Il Vitoria Palace Theatre è un teatro sito nella città di Westminster del West End di Londra, di fronte alla stazione di Londra Victoria.

## Storia
La storia del teatro iniziò nel 1832 come una piccola sala da concerti sopra le stalle del Royal Standard Hotel. Il proprietario, John Moy, ingrandì l'edificio nel 1850 e trasformò la sala da concerti nel Moy's Music Hall. Alfred Brown ne divenne il proprietario nel 1863, lo ristrutturò e lo ribattezzò Royal Standard Music Hall. L'hotel fu demolito nel 1886 e con la crescita del traffico ferroviario la zona di Victoria era diventata uno dei centri nevralgici della capitale. Il Royal Standard fu demolito nel 1910 e al suo posto fu costruito l'attuale teatro, il Victoria Palace Theatre, per dodicimila sterline. Il teatro fu progettato dall'architetto Frank Matcham ed aprì al pubblico il 6 novembre 1911. Nei suoi primi anni d'attività il teatro mantenne la programmazione originale di numerosi varietà e riviste musicali. Il Victoria Palace Theatre cominciò ad affermarsi come teatro d'arte drammatico nel 1934, quando la pièce Young England del reverendo Walter Reynolds rimase in cartellone per 278 rappresentazioni. Il grande successo del musical Me and My Girl aiutò il teatro ad affermarsi prima della seconda guerra mondiale.
Nel 1978 il musical registrò un altro successo con il musical Annie, che rimase in scena per tre anni e quasi millecinquecento rappresentazioni. Nel 1982 il teatro vide il debutto sulle scene londinesi di Elizabeth Taylor nel dramma Le piccole volpi, mentre nel 1986 Michael Crawford ottenne un altro successo personale al Victoria Palace per il musical Barnum. Dal 2005 al 2016 il teatro ospitò il musical di Elton John Billy Elliot, che rimase in scena per undici anni e oltre quattromilacinquecento rappresentazioni in cartellone. Dopo il termine delle repliche di Billy Elliot, il teatro, che era stato acquistato da Cameron Mackintosh, fu chiuso per ristrutturazioni, e riaperto nel dicembre 2017 con il musical Premio Pulitzer Hamilton.
Il teatro ospita 1602 spettatori disposti su tre livelli. Sulla cima della cupola del teatro vi è una statua dorata della prima ballerina Anna Pavlova, lì collocata al momento dell'inaugurazione nel 1911. La statua fu rimossa e poi persa durante la seconda guerra mondiale e una copia è stata collocata al suo posto nel 2006.